# Château de Mortagne-sur-Sèvre
Le château de Mortagne-sur-Sèvre est un ancien château fort bâti au XIVe siècle, dans l'enceinte duquel on a construit au début du XXe siècle un manoir, dont les vestiges se dressent sur la commune française de Mortagne-sur-Sèvre dans le département de la Vendée, en région Pays de la Loire.

## Localisation
Le château est bâti à l'extrémité d'un plateau dominant la rive gauche de la Sèvre nantaise, sur la commune de Mortagne-sur-Sèvre dans le département français de la Vendée.

## Historique
L'histoire de Mortagne est assez riche, puisque au Moyen Âge, elle fut une place stratégique, aux marches du comté de Poitou. Dès le XIe siècle, elle fut une baronnie. Les vicomtes de Thouars en étaient alors les suzerains.
Les seigneurs de Mortagne furent Antier Ier de Mortagne (vers 1040) puis son petit-fils Guillaume Ier de Mortagne dit Chotard (vers 1083). Cette lignée s’arrêtera avec la petite-fille de ce dernier, Sybille Chotard de Mortagne, qui se marie avec Pierre III de Chemillé.
De cette époque jusqu'à la Révolution française, vont se succéder les Thouars, les Chemillé, les de La Haye, les Scépeaux, les Gondy et les Neuville de Villeroy. Le château fort en pierres est construit aux XIIe – XIIIe siècles. Pendant la guerre de Cent Ans, les Anglais s'emparent de la forteresse et la renforcent, entre 1346 et 1373. Tellement renforcée que Olivier de Clisson, qui a délivré quelques places fortes redoutables, n'arrive pourtant pas à reprendre Mortagne-sur-Sèvre en 1372. Avec Bertrand du Guesclin, il arrivera pourtant à s'en emparer. Les deux chefs militaires détenaient un capitaine anglais, Jean d'Évreux. Les Anglais ne pouvaient retrouver leur capitaine qu'en échange de Mortagne-sur-Sèvre, qu'ils livrent  aux français le 23 août 1373. Plusieurs siècles après, Henri de Navarre y a séjourné, au mois de septembre 1588.
À la fin du XVIe siècle, de nouveaux travaux de renforcement du château ont lieu, avec la construction d'une grosse tour d'artillerie, dite « des Anglais. »
Le site médiéval du château de Mortagne-sur-Sèvre est composé de plusieurs éléments remarquables :
- tour du Trésor : la présence de portes montre que cette structure était bien reliée à d’autres bâtiments internes du château ;
- tour à éperon ou tour des Anglais : sa dénomination provient de son histoire et de sa construction unique en France[En quoi ?] ;
- le manoir : il s’est blotti, au début du XXe siècle, entre les hauts remparts et la tour à éperon.

## Description

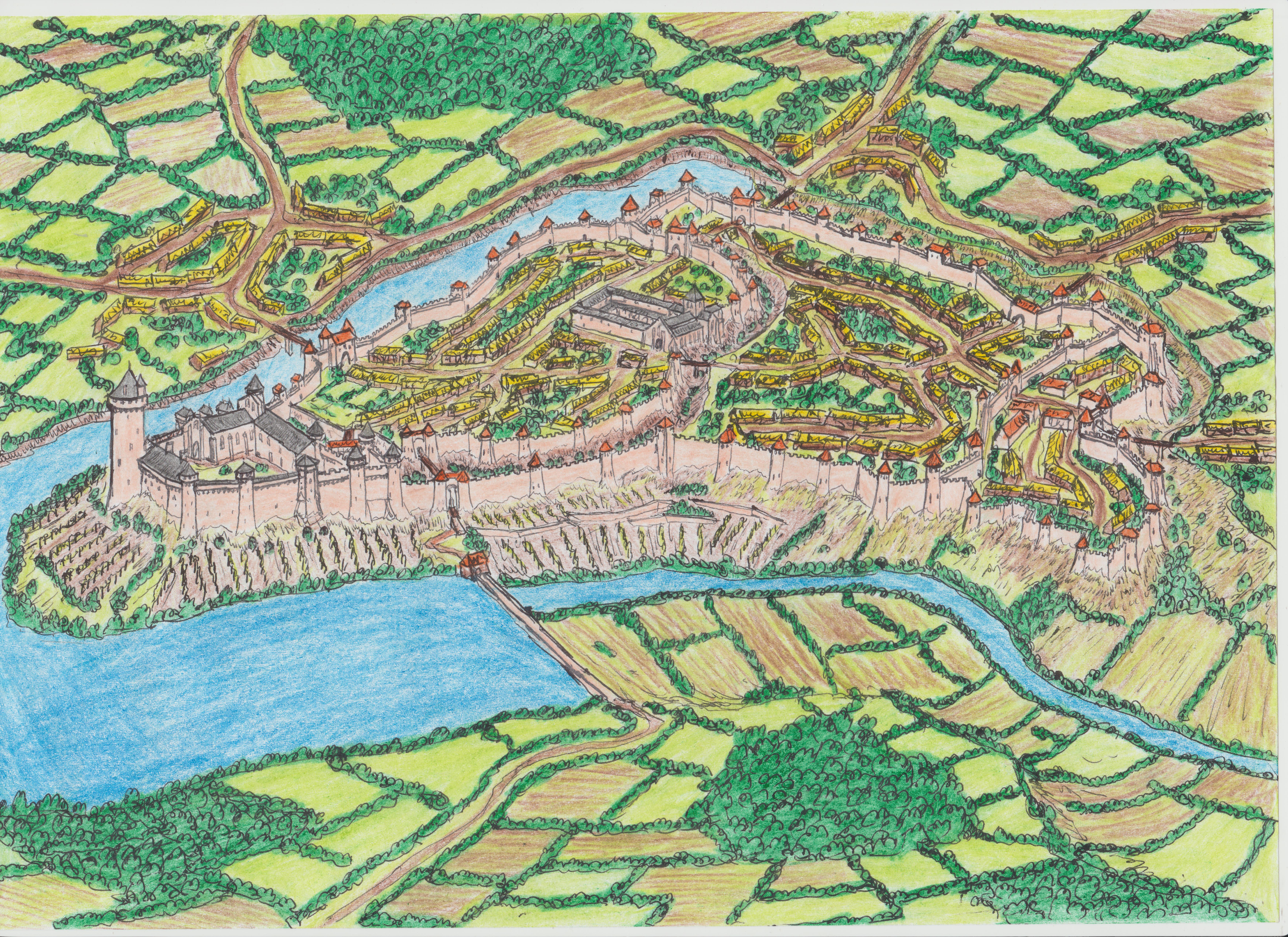
Reconstitution possible du château et de la ville de Mortagne-sur-Sèvre au Moyen Âge.

Le château fort, bâti au XIVe siècle, formait à l'origine une enceinte flanquée de tours qui épousait l'éperon granitique au sud-ouest, dominant la vallée de la Sèvre nantaise. De nos jours subsiste notamment une grosse tour cylindrique à becs. La ville s'est étalé derrière la forteresse, sur le plateau.
Un peu plus tard, le château fut agrémenté d'une ville fortifiée dont on devine le tracé approximatif sur des plans cadastraux napoléoniens.
Cette ville fortifiée renforçait les défenses du château fort placé à l’extrémité du promontoire, et était constituée de trois enceintes. Cet ensemble de remparts urbains étaient percés de portes fortifiées, dont les noms sont cités dans des récits des guerres de Vendée, après la bataille de 1794, comme les portes Nantaise, Rochelaise, Saint-Louis, Poitiers Il y avait également les portes de Bourneau, Bourbouttault (ou selon les orthographes, Bourbetault) et Bourneuf. La porte de Bourneau se trouvait au niveau de la rue des Étangs, face au faubourg de Bourneau. Les portes de Bourbettault et de Bourneuf se trouvaient sur l'actuelle rue Nationale. De la même manière, les rues Nantaise et Saint-Louis rappellent l'existence des portes des mêmes noms.